# The Man Who Came Back (1931)
The Man Who Came Back is een Amerikaanse dramafilm uit 1931 onder regie van Raoul Walsh. Destijds werd de film in Nederland uitgebracht onder de titel De man die terugkwam.

## Verhaal
Als zijn zoon Stephen alweer in een schandaal verwikkeld raakt, besluit de New Yorkse miljonair Thomas Randolph om hem op droog zaad te zetten. Hij zendt hem naar San Francisco om er aan de slag te gaan in zijn scheepvaartbedrijf. Stephen weigert om te werken en wordt bovendien verliefd op de revuezangeres Angie. Zijn vader stuurt hem dan maar naar China, waar hij enkele maanden later Angie opnieuw tegen het lijf loopt in een opiumkit. Eén jaar later wonen ze samen op Hawaï, waar ze bezoek krijgen van kapitein Trevelyan.

## Rolverdeling
| Acteur              | Personage          |
| ------------------- | ------------------ |
| Janet Gaynor        | Angie Randolph     |
| Charles Farrell     | Stephen Randolph   |
| Kenneth MacKenna    | Kapitein Trevelyan |
| William Holden      | Thomas Randolph    |
| Mary Forbes         | Mevrouw Gaynes     |
| Ullrich Haupt       | Charles Reisling   |
| William Worthington | Kapitein Gallon    |
| Peter Gawthorne     | Griggs             |
| Leslie Fenton       | Baron le Duc       |